# نینا سوسانیا
نینا سوسانیا (انگلیسی: Nina Sosanya؛ زادهٔ ۶ ژوئن ۱۹۶۹) بازیگر اهل نیجریه‌ای-بریتانیایی است. پدر او نیجریه‌ای و مادرش بریتانیایی است.
از فیلم‌ها یا برنامه‌های تلویزیونی که وی در آن نقش داشته‌است، می‌توان به در واقع عشق، کد ۴۶، دیوید برنت: زندگی در جاده، رنسانس، دکتر هو، شیادها، ورا، شاهد خاموش و مندرلی اشاره کرد.